# George Stone
George E. Stone (Murray, 9 febbraio 1946 – 30 dicembre 1993) è stato un cestista statunitense, professionista nella ABA.

## Carriera
Venne selezionato dai Los Angeles Lakers al nono giro del Draft NBA 1968 (115ª scelta assoluta).

## Palmarès
- Campionato ABA: 1

Utah Stars: 1971
- Quattordicesimo miglior giocatore di sempre in ABA per percentuale al tiro da tre punti (.323)